# 母へ (半﨑美子の曲)
「母へ」（ははへ）は、半﨑美子の楽曲で2019年5月8日に発売されたメジャー4枚目のシングルである。作詞作曲は半﨑自身が手がけた。

## 解説
半﨑が敬愛する母への感謝を綴った感涙のバラード曲であり、優しさと強さを併せ持ち寝る間も惜しんで子供のために生きているような母、自身も含めて三姉妹を育ててくれた母の偉大さを讃えた曲である。リリースが2019年5月8日であるが、当時、母の日に合わせていたことから「母の日」ソングとして母への思いを強調したものに仕上げた。楽曲プロデュースは武部聡志によるものでピアノをメインにしたシンプルなアレンジになっている。ミュージックビデオは半﨑がインディーズの頃から手掛けている半崎信朗によるもので「昔話風なアニメーション」を発想としたキャラクターとストーリーを表現する映像作品になっている。

## 収録曲
- 全作詩・作曲：半﨑美子

1. 母へ
編曲：武部聡志
2. 心の活路
編曲：五十嵐宏治
  - NHK「ラジオ深夜便」4月～5月度 深夜便のうた [2]
3. 歓びのうた
編曲：五十嵐宏治
  - BSテレ東「カンニング竹山の新しい人生、始めます!」挿入歌[2]
4. 歓びのうた 合唱ver.
編曲：古高晋一
5. 歓びのうた 合唱ver.カラオケ
編曲：古高晋一
  - 「歓びのうた」合唱譜付き

## 収録アルバム
- うた弁2

## 収録DVD
- 「うた弁2」発売記念コンサートツアー2019「銀河鉄道39 〜きらり途中下車の旅〜」

## ミュージックビデオ
ミュージックビデオ

  「母へ」 - YouTube